# Humphreysella bahamensis
Humphreysella bahamensis – gatunek małżoraczka z rzędu Halocyprida i rodziny Thaumatocyprididae.

## Taksonomia
Gatunek ten został opisany w 1989 roku przez Louisa S. Kornickera i Thomasa M. Iliffe jako Danielopolina bahamensis. W 2006 roku L. Kornicker i D. Danielopol podzielili rodzaj na dwa podrodzaje, umieszczając ten gatunek w Danielopolina (Humphreysella). W 2013 roku 
A. Iglikowska i G.A. Boxshall wynieśli ten podrodzaj do rangi osobnego rodzaju.

## Opis
Małżoraczek o karapaksie u samic długości 0,41-0,42 mm i wysokości 0,36-0,37 mm, a u samców długości 0,4 mm i wysokości 0,33-0,35 mm. Klapy karapaksu w obrysie prawie okrągłe, o krawędzi prostej między przednimi i przednio-bocznymi guzkami. Guzków tylno-grzbietowych brak. Powierzchnia klap delikatnie siateczkowana. Czułki pierwszej pary o ośmioczłonowych gałęziach i o drugim członie bez szczecin, a piątym członie z jedną długą szczecinką brzuszną u samic i trzema długimi brzusznymi u samców. Występują po 2 długie, ruchome oraz 3 krótkie, nieruchome pazurki na każdej blaszce (lamelli) furki.

## Rozprzestrzenienie
Gatunek znany z morskiej jaskini w zatoce Hatchet Bay na wyspie Eleuthera, wchodzącej w skład Bahamów.